# هلن بینه

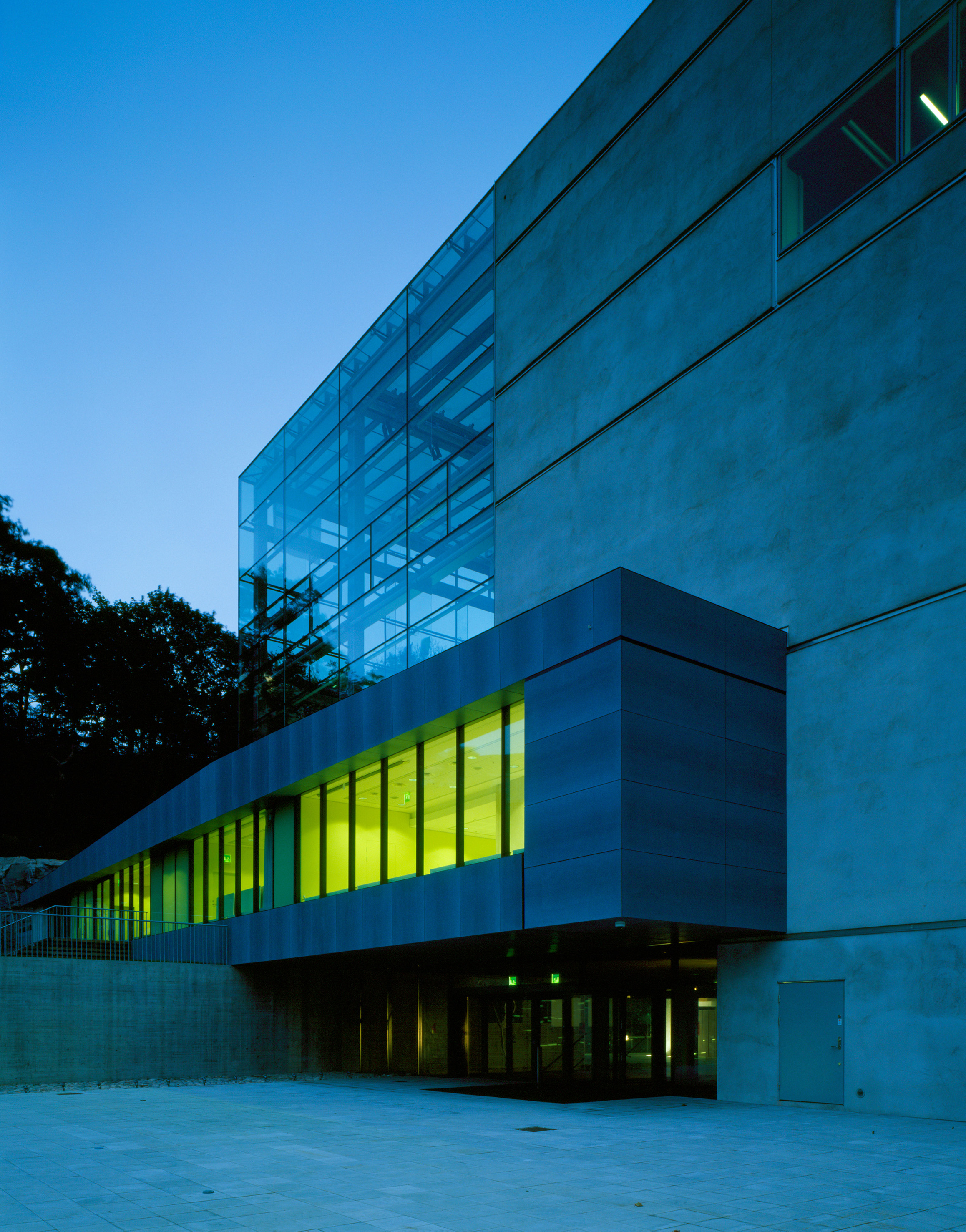
موزه فرهنگ‌های جهان، تصویر از هلن بینه

هلن بینه (انگلیسی: Hélène Binet؛ زادهٔ ۱۹۵۹ (۶۵–۶۶ سال)) یک عکاس معماری اهل سوئیس و مقیم لندن است. او با معمارانی چون دانیال لیبسکند، پیتر زومتور، و زاها حدید کار و از آثار ایشان چندین کتاب تهیه کرده است.
بینه در سال ۲۰۰۸ جایزه افتخاری موسسه سلطنتی معماران بریتانیا و در سال ۲۰۱۵ جایزه برتری در عکاسی موسسه جولیوس شولمن را دریافت کرد. آثار او در مجموعه‌های موزه هنر مدرن نیویورک و موزه هنر کارنگی در پیتسبورگ، پنسیلوانیا نگهداری می‌شود.

## زندگی‌نامه
بینه در سال ۱۹۵۹ در سورنگو، سوئیس از پدر و مادری سوئیسی و فرانسوی به دنیا آمد. او عکاسی در رم، مکانی که بزرگ شده بود، در موسسه طراحی اروپایی آموزش دید. او به عنوان عکاس در تئاتر بزرگ ٰژنو، یک خانه اپرا در ژنو، سوئیس، کار کرد، و در آنجا به مدت دو سال از اجراهای مختلف عکاسی کرد، و سپس به عکاسی معماری روی آورد و توسط معمار، دنیل لیبسکیند، که معتقد بود، "او دستاوردها، قدرت، ترحم و شکنندگی معماری را آشکار می کند"، کشف شد.
بینه با فیلم عکاسی و دوربین‌های آنالود کار می‌کرد.  
او با رائول بونشوتن، کاروسو سنت جان، دیوید چیپرفیلد، تونی فرتون، زها حدید، زوی هکر، جان هیدوک، کوپ هیملب(ل)او، دنیل لیبسکیند، معمار پیتر کوک، ساوربروخ هاتون، پیتر زومتور، جوزف پل کلیهوس و تعدادی دیگران، کار کرده است. همچنین کتاب‌هایی درباره ساختمان‌هایی که توسط لوکوربوزیه، آلوار آلتو، سیگورد لورنتس و دیمیتریس پیکیونیس معماری شده بود، منتشر کرده است.

## زندگی شخصی
بینه خانه‌ای در جزیره اوسیا در کنار رود بلک‌واتر در اسکس داشت. او با رائول بونشوتن ازدواج کرده است و این زوج به همراه دو فرزندشان، ایزاک و ساسکیا آدا، در لندن زندگی می‌کنند.